# Primera guerra de los Diádocos
La primera guerra de los Diádocos fue el primero de los conflictos sucesorios que tuvieron lugar tras la muerte de Alejandro Magno entre los llamados diádocos. Tuvo lugar entre el 322 a. C. y el 320 a. C.

## Antecedentes
Tras la muerte de Alejandro III de Macedonia, Pérdicas, nombrado regente poco antes de la muerte del conquistador, asume el gobierno como tutor del hijo nonato de Alejandro y de su hermano con deficiencia mental, Filipo III. Pérdicas trata de mantener la unidad del imperio de Alejandro en su persona, y alcanza un compromiso entre los partidarios de Meleagro, que deseaban dar plenos poderes a Filipo III, y los del propio Pérdicas, que deseaban esperar al nacimiento del heredero de Alejandro para entronizarlo, permaneciendo Pérdicas como regente.
Este acuerdo se conoció como la partición de Babilonia. Estipulaba que Filipo III se convertía en rey, pero Pérdicas, como regente, gobernaba. Si Roxana traía al mundo un varón, este sería rey junto a su tío Filipo. Meleagro y 300 partidarios fueron asesinados por orden de Pérdicas poco después. El aspecto más importante del tratado es el reparto de territorios, descrito detalladamente por el historiador Justino:
- En primer lugar, Egipto, con parte de África y Arabia, le cayó en suerte a Ptolomeo, al cual Alejandro había elevado por sus méritos de su condición de soldado común;
- Cleómenes, que había construido Alejandría, recibió el encargó de poner la provincia en manos del anterior.
- Laomedonte de Mitilene recibió Siria, fronteriza con el territorio de Ptolomeo;
- Filotas, Cilicia;
- Filón, Iliria.
- Atropates fue colocado al frente de la Gran Media;
- Susiana fue asignada a Escino [se cree que es un error, ya que Arriano dice que la Susiana fue para Antígenes];
- La Gran Frigia, a Antígono, hijo de Filipo.
- Nearco recibió Licia y Panfilia;
- Casandro, Caria;
- Menandro, Lidia.
- La Frigia Menor quedó para Leonato;
- Tracia, y las costas del Ponto Euxino, para Lisímaco;
- Capadocia y Paflagonia, para Eumenes.

La jefatura del ejército macedonio recayó en Seleuco, el hijo de Antíoco de Orestis. Casandro, el hijo de Antípatro, fue nombrado jefe de la guardia real.

## Conflicto
Sin embargo, pronto estalló el conflicto. Pérdicas intentó casarse con Cleopatra de Macedonia, la hermana de Alejandro, y eso provocó la rebelión de los demás generales. El desencadenamiento lo inició Ptolomeo, con la sustracción del convoy funerario de Alejandro Magno (322 a. C.), que era de gran valor simbólico, así como la anexión inmediata de Cirene. Estos acontecimientos inquietaron a Pérdicas, que tenía una ambición desmesurada, por la que se había ganado a numerosos enemigos.

### Fracaso de Pérdicas en Egipto
En poco tiempo, Pérdicas ve desmoronarse sus planes. Cleopatra, cansada de sus dilaciones, se niega a casarse con él, probablemente aconsejada por su madre, Olimpia, que está furiosa por el matrimonio de Filipo III con Eurídice, ya que lo considera una amenaza.
Tras enterarse de la última acción de Ptolomeo, deja Asia Menor, decidido a acabar con él, pero le subestima. Ptolomeo era uno de los mejores generales de Alejandro, y su humildad le hacía popular entre los macedonios. Además, la frontera oriental del delta del Nilo era relativamente fácil de defender. Pérdicas fracasa ante Pelusio, e intenta cruzar el Nilo con su ejército, pero pierde 2.000 hombres. Poco después es asesinado (321 a. C.) en su tienda por sus oficiales, Pitón y Seleuco.

### La guerra en Asia Menor
En la primavera de 321 a. C., Antígono desembarca sus tropas en Éfeso, mientras que Antípatro y Crátero atraviesan el Helesponto. Eumenes debe abandonar Frigia, se refugia en la satrapía de Capadocia, y alerta a Pérdicas del desembarco de Antípatro. El quiliarca, estacionado en Cilicia, con los reyes, decide marchar sobre Egipto, dejando a Eumenes la defensa de Asia Menor. Este recibe a embajadores del regente de Macedonia, pero rehúsa toda negociación.
El sátrapa de Armenia, Neoptólemo, técnicamente subordinado a Eumenes, nunca le ha tenido en consideración, llamándole "escriba griego". Por tanto, acepta la proposición de Antípatro, y aparta a una gran parte de la falange macedónica. Eumenes consigue interceptar a las tropas de Neoptólemo en Frigia helespóntica, en abril de 321 a. C., consiguiendo la victoria, gracias a un fuerte contingente de caballeros capadocios, y se apodera de gran cantidad de bagajes de la falange macedonia que ha vuelto a él.

### La muerte de Crátero
La batalla decisiva entre partidarios y adversarios de Pérdicas tiene lugar diez días después del enfrentamiento de Eumenes con Neoptólemo. Apercibido de la llegada inminente de Crátero, Eumenes reagrupa a su ejército. Parece que ocultó a sus tropas que iban a combatir contra Crátero personalmente, o más probablemente se conformó con no colocar a ningún macedonio en el ala izquierda, puesto que no habrían osado combatir a Crátero.
Crátero disponía de 20.000 infantes, mayoritariamente macedonios, y 2.000 caballeros. Eumenes le opone con 20.000 infantes, de distintas procedencias, y 5.000 caballeros asiáticos, gracias a los cuales espera conseguir la victoria. Eumenes ordena cargar inmediatamente contra el ala derecha mandada por Crátero, quien encuentra la muerte en los primeros choques. Poco después, Neoptólemo resulta muerto por Eumenes en un duelo ásperamente disputado, y la falange macedonia negocia una tregua, concediendo la victoria a Eumenes.
En cuanto llega a Egipto la noticia de las muertes de Crátero y Neoptólemo, Eumenes es condenado a la pena capital, y declarado enemigo de los macedonios, por una asamblea del ejército.
A pesar de las victorias de Eumenes en Asia Menor, la causa de Pérdicas estaba perdida. Cuando se conoce la muerte de Pérdicas en Egipto, los vencedores deciden reunirse en Triparadiso, al norte de Siria, en 321 a. C., y Antígono es nombrado strategos de Asia, con el encargo de vencer a Eumenes